# 霸姓
霸姓是中文姓氏之一，现行较罕见姓氏。

## 起源
彭祖之裔豕韦之后有霸氏。豕韦，是春秋卫地小国，故城在今河南省滑县东南。

## 分布
霸姓，今黑龙江省之海伦市、河北省之景县，山西省之太原市、长治市，安徽省之贵池市，云南省之玉溪市江川区等地均有此姓。

## 名人
霸栩，汉朝人，见《益州耆旧传》

## 延伸阅读
[在维基数据编辑]
 《欽定古今圖書集成·明倫彙編·氏族典·霸姓部》，出自陈梦雷《古今圖書集成》